# Erzgebirgische Heimatblätter
Erzgebirgische Heimatblätter mit dem Untertitel Zeitschrift für Heimatfreunde ist der Name einer Zeitschrift, die seit 1979 unter diesem Titel erscheint und derzeit vom Kulturbund Landesverband Sachsen e. V. in der Redaktion von Britta Günther und Nicole Günther herausgegeben wird.

## Geschichte
Die Erzgebirgischen Heimatblätter entstanden durch  die Zusammenlegung der beiden heimatkundlichen Zeitschriften Der Heimatfreund für das Erzgebirge und Unsere Heimat, die von 1956 bis 1978 durch die Kreisleitung Stollberg bzw. Kreisleitung Marienberg des Kulturbundes der DDR herausgegeben worden waren. Herausgeber der nun auf das gesamte Erzgebirge konsolidierten Zeitschrift war ab 1979 die Kulturbund-Bezirksleitung Karl-Marx-Stadt. Die enthaltenen Aufsätze in den jährlich sechs Heften spiegeln die vielfältigen Interessen der Autoren, was sich in einem breitgefächerten Themenkreis – von Heimatkunde und Heimatgeschichte, über Volkskunde und Mundartpflege bis hin zu Fragestellungen zu Natur und Umwelt – niederschlägt. Daneben sind in den 1980er Jahren Beiträge und Leitartikel zu den kulturpolitischen Zielen des Kulturbundes und des von der SED geführten Staates breit vertreten. Von 1979 bis 1991 war Günther Arnold Redakteur der Zeitschrift, bis 1988 Bernd Wiefel stellvertretender Redakteur. Im Wendejahr 1989 wurde eine Auflage von 26.000 Stück vertrieben.
Mit der Wende veränderte sich die gesamte Kulturlandschaft im Erzgebirge. Neben dem Kulturbund wurden traditionsreiche Vereine wie der Erzgebirgsverein, der Freiberger Altertumsverein oder der Landesverein Sächsischer Heimatschutz wiederbegründet, die eigene Zeitschriften und Schriftenreihen unterhalten. Die Erzgebirgischen Heimatblätter – von 1991 bis 1999 redaktionell betreut durch Barbara Dresig sowie von 1999 bis 2012 durch Lothar Riedel – blieben in Trägerschaft des nun als Verein agierenden Kulturbundes. Seit 1993 werden sie durch die Druck- und Verlagsgesellschaft Marienberg (firmiert seit 2016 als ERZDRUCK GmbH) verlegt und vertrieben. Neben Verbesserungen der typographischen Qualität und der Gestaltungsmöglichkeiten wurden nun auch erweiterte Themenstellungen und andere Blickwinkel möglich als in der DDR. Es ist artikuliertes Ziel, das Erzgebirge – unter kritischer Einbeziehung älterer Literatur – in allen thematischen Facetten und in seiner gesamten regionalen Breite in quellenmäßig abgesicherten Beiträgen abzubilden. Seit dem Jahrgang 2013 liegt die Redaktion in der Hand von Britta Günther. Ihr steht ein Redaktionsbeirat zur Seite, dem unter anderem Klaus Gumnior, Claus Leichsenring, Karl-Heinz Melzer, Rainer Sennewald, Wolfgang Uhlmann, Elvira Werner und Michael Wetzel angehören.
Zu den bekannten regelmäßigen Autoren gehören und gehörten daneben Manfred Blechschmidt, Volkmar Hellfritzsch, Karlheinz Hengst, Frieder Jentsch, Werner Kaden, Bernd Lahl, Karl Hans und Manfred Pollmer, Karsten Richter, Walter Schurig, Joachim Seyffarth, Werner Spickenreuther, Christian Teller und Werner Markgraf.

## Sonstige
Erzgebirgische Heimatblätter war jedoch auch der Name des Illustrierter Heimatbote für unsere Erzgebirger in Heimat und Fremde, die von 1926 bis 1945 an jedem Wochenende als Beilage zur Obererzgebirgischen Zeitung, zum Ehrenfriedersdorfer Wochenblatt, zum Wochenblatt und Anzeiger für Eppendorf und Umgegend und zum Nachrichtenblatt Johanngeorgenstadt erschienen ist. Druck und Verlag erfolgte von Friedrich Seidel, die Hauptschriftleitung lag bei Siegfried Seidel, beide in Buchholz i. Sa.